# Genshin Impact
Genshin Impact (chinois : 原神 ; pinyin : Yuánshén) est un jeu vidéo de rôle d’action développé et publié par miHoYo. Il est sorti sur Android, iOS, PlayStation 4 et Windows en 2020, sur PlayStation 5 en 2021 et sur Xbox Series en 2024. Le jeu dispose d’un environnement de monde ouvert de style animé et d’un système de combat basé sur l’action utilisant la magie élémentaire et le changement de personnage. Le jeu est disponible en free-to-play et monétisé par une mécanique de gacha par lequel les joueurs peuvent obtenir de nouveaux personnages et des armes. Le jeu de base est régulièrement amélioré grâce à des correctifs utilisant le modèle de jeu vidéo en tant que service, et mises a jour rajoutant de nouveaux personnages ou zone d'exploration.
Genshin Impact se déroule dans le monde fantastique de Teyvat, qui abrite sept nations correspondant aux sept éléments, chacune étant inspirée d'un pays réel et d'une culture réelle et gouvernée par un dieu (aussi appelé Archon) différent. L'histoire suit le Voyageur ou la Voyageuse, qui a parcouru d’innombrables mondes avec sa sœur jumelle/son frère jumeau avant de se faire séparer à Teyvat. Le Voyageur parcourt alors la carte à la recherche de la sœur perdue/du frère perdu avec son compagnon Paimon et s’engage dans les affaires des nations de Teyvat. Selon le sexe choisi, le jumeau sera l'opposé.
Le développement du jeu a commencé en 2017. Le jeu a généralement reçu des commentaires positifs, avec des critiques louant sa mécanique de combat et le monde ouvert immersif, mais critiquant son endgame simpliste et son modèle de monétisation. Il a enregistré des revenus de lancement de plus de 3 milliards de dollars au cours de sa première année de lancement, le plus élevé de tous les jeux vidéo, et des revenus de plus de 4 milliards de dollars en mars 2022.

## Synopsis
Dans un monde fantastique nommé Teyvat, une sœur et un frère se retrouvent séparés par une déesse inconnue. Le joueur commence son aventure en tant que Voyageur ou Voyageuse dont l'origine est inconnue, à la recherche de l'autre. Au cours de l'aventure, le joueur a la possibilité de contrôler plusieurs personnages, chacun ayant une personnalité unique et des capacités élémentaires différentes selon le personnage. Pendant sa quête, le joueur découvre l'histoire de ce nouveau monde à travers celles des personnages au fur et à mesure que le jeu évolue.

## Personnages jouables
Mondstadt : Venti, Amber, Kaeya, Lisa, Jean, Diluc, Barbara, Razor, Bennett, Fischl, Mika, Mona, Albedo, Sucrose, Eula, Klee, Diona, Noelle, Rosaria, Dahlia.
Liyue : Zhongli, Xiao, Xiangling, Xinyan, Xianyun, Beidou, Ningguang, Chongyun, Baizhu, Yelan, Shenhe, Xingqiu, Keqing, Ganyu, Hu tao, Qiqi, Yanfei, Yaoyao, Yun jin, Lan Yan.
Inazuma : Thomas (originaire de Mondstadt), Raiden Ei/Shogun Raiden, Kaedehara Kazuha, Shikanoin Heizou, Sangonomiya Kokomi, Arataki Itto, Kamisato Ayaka, Kamisato Ayato, Kuki Shinobu, Kujou Sara, Kirara, Gorou, Sayu, Yoimiya, Yumemizuki Mizuki, Yae miko.
Sumeru : Nahida, Tighnari, Collei, Cyno, Alhaitham, Kaveh, Dori, Layla, Faruzan, Candace, Dehya, Nilou, Nomade (ou Sacramuccia, originaire d'Inazuma), Sethos.
Fontaine : Furina, Neuvillette, Lynette, Lyney, Freminet, Sigewinne, Wriothesley, Chiori (Originaire d'Inazuma), Navia, Chevreuse, Charlotte, Clorinde, Emilie, Escoffier.
Natlan : Kachina, Mualani, Kinich, Xilonen, Chasca, Ororon, Mavuika, Citlali, Iansan, Varesa, Ifa.
Snezhnaya : Tartaglia (nom de code : Jeune Sire, vrai nom Ajax), Arlecchino (non de code : Le Valet, vrai nom Peruere)
Venant d'un autre monde : Le voyageur / La voyageuse, Skirk.
Futur personnage jouable annoncés : Dainsleif, Ineffa.

## Principales factions

### Fatui
Les Fatui sont une organisation originaire de Snezhnaya, nation cryo, obéissant à l'Impératrice de Glace (archons cryo) du nom de La Tsarine.
Dirigé par le directeur et les 11 exécuteurs : Pierro (Le Fou/Directeur), Capitano (Capitaine/1er exécuteur), Dottore (Le Docteur/2eme exécuteur), Colombina (La Jouvencelle/3eme exécutrice), Arlecchino (Le Valet/4eme exécutrice), Pulcinella (Coq/5eme exécuteur), Scaramuccia (Le Vagabond/6eme exécuteur), Sandrone (Pantin/7eme exécutrice), Signora (La Demoiselle/8eme exécutrice), Pantalone (Fortuné/9eme exécuteur), Tartaglia (Jeune Sire/11eme exécuteur)
Le 10eme exécuteur reste encore inconnu.

### Sept Archons
Les Sept Archons sont les sept dieux dirigeants des sept nations de Teyvat, a savoir Mondstadt, Liyue, Inazuma, Sumeru, Fontaine, Natlan et Snezhnaya. Ces sept Archons représentant chacun des sept éléments de Teyvat.

### Ordre de l'Abime[6]
L’Ordre de l’Abîme est une organisation réunissant de puissants monstres de l’abîme. Les membres de cette organisation étaient d’anciens habitants de Kaenri’ah avant d’être maudits. Leur but est de renverser l’organisation actuelle de Teyvat, gouvernée par des Archons. 
Le Jumeau du Voyageur dirige aujourd’hui l’Ordre de l’Abîme. La hiérarchie et la taille de l’organisation restent grandement inconnues.

## Système de jeu

### Généralités
Le jeu propose une carte du monde ouverte avec divers terrains, que le joueur peut explorer en marchant, en escaladant, en nageant et en planant. De nombreux objets et lieux importants sont répartis sur toute la carte. Le joueur peut contrôler jusqu'à quatre de ses personnages à la fois. En accomplissant des quêtes pour progresser dans l'histoire, le joueur a la possibilité de déverrouiller plus de 80 personnages jouables de 4 à 5 étoiles.
Chaque personnage possède trois compétences de combat uniques : une compétence normale et deux compétences spéciales. La compétence normale peut être utilisée à tout moment utilisant une arme en particulier selon les personnages (épée à une main, épée à deux mains, arc, arme d'hast, catalyseur), alors que les compétences spéciales ont un coût en énergie, obligeant le joueur à accumuler d'abord suffisamment d'énergie élémentaire. Ces compétences ont un temps de recharge après utilisation. Celles-ci se diffèrent par leur "puissance". En effet, une des deux prend plus de temps à récupérer mais inflige davantage de dégâts élémentaires.
La cuisine est un autre aspect important du système de jeu de Genshin Impact. Le joueur peut collecter des ressources diverses et variées tout au long de son aventure, dont certaines peuvent être utilisées pour préparer des plats. Certains plats permettent de restaurer la santé des personnages ou de les ressusciter, tandis que d'autres augmentent les capacités offensives ou défensives.

### Système d'éléments
Une des caractéristiques qui rend le jeu unique est le Système d'Éléments. Sept types d'éléments sont disponibles, à savoir le vent (Anémo), le feu (Pyro), la foudre (Electro), l'eau (Hydro), la glace (Cryo), l'énergie de la nature (Dendro) et la roche (Géo). Les joueurs doivent tirer parti des synergies élémentaires, pour tuer des monstres ou accomplir des quêtes. Par exemple, les compétences de feu peuvent permettre de réduire en cendres le bouclier en bois de l'ennemi créant une réaction de brulure. Les compétences de glace peuvent être utilisées pour geler l'eau et ainsi traverser plus facilement une rivière ou immobiliser un ennemi.

### Système multijoueur
Genshin Impact possède aussi un mode multijoueur débloqué à partir du niveau 16 d'aventure. Jusqu'à 4 joueurs peuvent rejoindre maximum :
- à 2 joueurs : chaque joueur peut jouer avec deux personnages en même temps ;
- à 3 joueurs : chaque joueur peut jouer avec un personnage en même temps, sauf l'hôte de la partie qui en joue deux ;
- dès 4 joueurs : chaque joueur ne peut contrôler qu'un seul personnage à la fois.

Il est à noter que la présence de joueurs dans le monde du joueur hôte n'oblige pas ce dernier à les inviter dans un donjon, l'hôte peut partir en solo dans un donjon ou leur proposer de le rejoindre dans le donjon. Ne pas être dans le donjon avec l'hôte n'expulse pas les joueurs invités du monde de l'hôte.

## Développement
Fin janvier 2017, miHoYo a annoncé travailler sur un nouveau projet utilisant le moteur de jeu multiplateforme Unity, seulement trois mois après le lancement de Honkai Impact 3rd. L'entreprise avait alors déclaré que son intention était de renforcer ses capacités de Recherche et Développement et de produire des jeux vidéo de meilleure qualité. Le projet en question n'était autre que Genshin Impact.
Les développeurs du jeu ont cité The Legend of Zelda: Breath of the Wild parmi leurs influences. Ils ont cherché à créer un jeu bien distinct de Honkai Impact 3 tant au niveau des quêtes et du système de combat, que des événements aléatoires et du mode d'exploration.
miHoYo a abordé Genshin Impact lors d'un entretien pour la chaîne de télévision chinoise Dragon Television en janvier 2019. L'entretien a été diffusé en prime time lors du programme d'information de la chaîne.
Genshin Impact a été révélé au public pour la première fois en juin 2019 lors du salon Electronic Entertainment Expo (E3) à Los Angeles. La première bande-annonce a été publiée le 8 juin 2019.
Un premier bêta-test fermé de Genshin Impact a commencé le 21 juin 2019. Lors de l'exposition ChinaJoy en août 2019, miHoYo a annoncé que Genshin Impact serait également disponible sur la console PlayStation 4 en 2020. Une bande-annonce pour Genshin Impact avec des doublages japonais a été montrée au public au salon Tokyo Game Show en septembre 2019.
miHoYo a lancé un deuxième bêta-test fermé du 19 mars au 13 avril 2020. Le recrutement pour l'ultime bêta-test fermé a commencé le 15 mai 2020. Ce beta test s'est déroulé du 2 juillet au 27 juillet 2020.

### Musique
L’équipe de musique dirigée par Yu-Peng Chen de HOYO-MiX a composé la partition originale du jeu, qui a été interprétée par l’Orchestre philharmonique de Londres, l’Orchestre symphonique de Shanghai et l’Orchestre philharmonique de Tokyo,,. L’approche de la création de la bande sonore est d’immerger les joueurs dans le jeu, et de fournir des mélodies émotionnelles et belles. Basée sur une base de musique occidentale, la partition a également des influences régionales et culturelles ajoutées selon la région. Par exemple, à Mondstadt, Chen utilise des instruments à vent pour refléter l’association de Mondstadt avec le vent et la liberté. En revanche, les thèmes de bataille utilisent la polyphonie et d’autres techniques de composition, ainsi que des éléments d’orchestration imitant des compositeurs tels que Beethoven. Plusieurs albums de bandes-son contenant de la musique sur les personnages et les régions du jeu ont été publiés périodiquement,,,,.
Pour son travail sur la bande originale, Chen a reçu le prix « Outstanding Artist—Newcomer/Breakthrough » aux Annual Game Music Awards 2020. Dans une interview publiée en avril 2021, Chen a exprimé son intérêt pour la sortie des bandes sonores sur CD, ainsi que pour l’organisation de concerts à l’avenir. Le premier concert a eu lieu virtuellement le 3 octobre 2021, intitulé « Melodies of an Endless Journey » et mettait en vedette plusieurs groupes et un orchestre qui interprétaient diverses bandes-son du jeu,,,. Un deuxième concert virtuel a eu lieu le 4 février 2022, intitulé « Reflections of Spring » avec l’Orchestre symphonique de Shanghai interprétant des bandes sonores de la région de Liyue,.
Le 12 septembre 2023, Yu-Peng Chen a annoncé sur Bilibili qu’il quittait miHoYo et l’équipe HOYO-MiX, ne travaillant plus sur la bande-son,.

## Sortie
Genshin Impact est sorti le 28 septembre 2020 à 2 h 30 sur PlayStation 4, PC, iOS et Android,,,,. Une version PlayStation 5 est sortie le 28 avril 2021. Une sortie sur Nintendo Switch a également été annoncée en 2020, sans aucune précision sur la date. Une version Xbox Series sort le 20 novembre 2024.
Le jeu est disponible en treize langues (chinois traditionnel, chinois simplifié, japonais, anglais, français, allemand, espagnol, portugais, russe, coréen, vietnamien, indonésien et thaï) et propose des dialogues audio en chinois, japonais, coréen et anglais. Les dialogues audio japonais ont été doublés par de nombreux seiyū (comédiens de doublage japonais) de premier plan, dont Rie Tanaka,.
Avant sa sortie, le jeu comptait plus de 10 millions d’enregistrements, dont plus de la moitié en dehors de la Chine. Selon certains, le jeu a été la plus grande sortie internationale de tout jeu vidéo chinois,. Avant sa sortie, le jeu avait remporté le sondage public des Tokyo Game Show Media Awards 2020, se classant premier parmi 14 autres jeux.

## Accueil

### Critique

#### Avant sa sortie
Lorsque le jeu a été dévoilé pour la première fois à la convention ChinaJoy en 2019, il a été accueilli par la critique comme un jeu similaire à Breath of the Wild. Les fans de Zelda ont montré leur mécontentement envers le nouveau jeu par plusieurs gestes explicites qu'ils ont fait au stand de Sony dans la convention. Plusieurs fans sont venus prendre des photos avec leurs possessions à l'effigie du jeu The Legend of Zelda et un individu est venu éclater au sol sa console PlayStation 4 en signe de protestation.

#### Après sa sortie
Selon l'agrégateur de critiques Metacritic, Genshin Impact a reçu des « critiques généralement favorables ». Le monde ouvert de Teyvat a attiré des éloges; Travis Northup d'IGN a décrit Teyvat comme « un monde qui regorge de possibilités », et Jordan Helm de Hardcore Gamer l’a décrit comme « un grand casse-tête environnemental »,. Liyue en particulier a été choisi par Sisi Jiang de Kotaku pour être « l’une des régions les plus excitantes que j’ai visitées dans un jeu vidéo depuis des années », avant de continuer à discuter de la façon dont la région « montre une représentation idéalisée des relations sociales chinoises qui existe dans des poches localisées ». Game Informer a décrit le jeu comme une expérience incroyable, notant que « [l]a boucle de collection du gameplay, les mises à niveaux, et la personnalisation est captivante et convaincante ». L’exécution du gameplay a impressionné Pocket Gamer, et Chris Carter de Destructoid a appelé le système de combat « l’une des choses les plus intéressantes » du jeu,. NPR a fait remarquer que le jeu avait une abondance de contenu en dépit d’être free-to-play. Gene Park du Washington Post a déclaré le jeu comme révolutionnaire dans son genre, amenant les joueurs à « imaginer un monde de jeu mobile avec des titres [et] avec une qualité qui correspond aux expériences de haut niveau de l’industrie ». Polygon a également vanté le jeu pour se différencier de ses pairs, annonçant son arrivée alors que les jeux mobiles deviennent plus courants et attrayants pour « un public extérieur à la démographie typique des jeux mobiles » et « de nouveaux joueurs sans le matériel pour jouer des RPG plus conventionnels et monopolisant des ressources ». Initialement noté 15/20 sur jeuxvideo.com, le site lui accorde la note de 17/20 après une année de contenu.
À l’inverse, Genshin Impact a été critiqué pour son contenu final, son système de monétisation gacha et ses auto-limitations. Ari Nortis de Kotaku, par exemple, a écrit que bien que le jeu offre une expérience solide, il a également « certaines des conneries typiques qui viennent avec un prix de zéro dollar » et que le système gacha peut conduire à un « un cycle qui appartient plus à Reno, Nevada, qu’une terre magique fantastique de dieux et de sorciers ». GameSpot a fait écho à cette critique, notant que le jeu est « un peu entravé par les restrictions imposées par son modèle de free-to-play ». PC Gamer a déclaré que jouer le jeu final devient « une corvée », et que le système de résine « semble si inutile ». Avertissant les joueurs de la prédation de la monétisation, le Washington Post a ajouté qu’un jeu aussi bien conçu d’un point de vue esthétique peut amener certains à jouer avec le système gacha du jeu.
Lorsque le mini-jeu Genius Invokation TCG a été lancé, il a reçu des commentaires positifs de la part des critiques. CBR a comparé les jeux de cartes non autonomes avec Hearthstone de World of Warcraft et Gwent de The Witcher 3, et a cru qu’il pourrait élargir l’audience du jeu. La critique de Siliconera Stephanie Liu a déclaré que le mini-jeu a ravivé l'enthousiasme qu'elle avait dans les débuts du jeu. L’éditeur Gamersky Youming Xingkong a déclaré que le Genius Invokation TCG est une tentative de garder les joueurs au frais dans Genshin Impact et de résoudre le burnout qui se produira dans les jeux d’opération à long terme. L’éditeur de Youxiputao a également souligné que Genius Invokation TCG peut « combler les lacunes de l’expérience à long terme du jeu » et « renforcer la relation entre les joueurs ». Avant le lancement, les fans avaient déjà fait un mod Genius Invokation TCG sur Tabletop Simulator (en).

#### Review bombing
Lors du premier anniversaire du jeu, Genshin Impact est victime d'un bombardement d’avis causé par une vague de protestation contre un soi-disant manque de récompenses in-game et de personnages offerts gratuitement pendant l'évènement. Google efface par la suite les avis négatifs du jeu de MiHoYo postés durant cette courte période.

### Distinctions
| Année | Prix                                             | Catégorie                             | Résultat | Réf.   |
| ----- | ------------------------------------------------ | ------------------------------------- | -------- | ------ |
| 2020  | Récompenses de jeu Tap Tap                       | Jeu de l'année                        | Gagné    | [ 75 ] |
| 2020  | Golden Joystick Awards                           | Ultime jeu de l'année                 | Nommé    | [ 76 ] |
| 2020  | Meilleur de l'année 2020 de l'App Store          | Jeu de l'année sur iPhone             | Gagné    | [ 77 ] |
| 2020  | Récompense Google Play                           | Meilleur jeu                          | Gagné    | [ 78 ] |
| 2020  | Récompense Choix des Utilisateurs de Google Play | Meilleur jeu                          | Nommé    | [ 79 ] |
| 2020  | The Game Awards 2020                             | Meilleur jeu mobile                   | Nommé    | [ 80 ] |
| 2020  | The Game Awards 2020                             | Meilleur jeu de Role Play             | Nommé    | [ 80 ] |
| 2021  | Apple Design Awards                              | Graphiques et visuel                  | Gagné    | [ 81 ] |
| 2021  | Meilleur jeu mobile de Pocket Gamer              | Choix du public                       | Nommé    | [ 82 ] |
| 2021  | Meilleur jeu mobile de Pocket Gamer              | Meilleur audio/accomplissement visuel | Gagné    | [ 82 ] |
| 2021  | Meilleur jeu mobile de Pocket Gamer              | Jeu de l'année                        | Gagné    | [ 82 ] |
| 2021  | Golden Joystick Awards                           | Prix Still Playing                    | Nommé    | [ 83 ] |
| 2021  | Partenaire PlayStation Awards                    | Grand Prix                            | Gagné    | [ 84 ] |
| 2021  | The Game Awards 2021                             | Meilleur jeu mobile                   | Gagné    | [ 85 ] |
| 2021  | The Game Awards 2021                             | Meilleur jeu Ongoing                  | Nommé    | [ 85 ] |
| 2022  | Golden Joystick Awards                           | Prix Still Playing                    | Gagné    | [ 86 ] |
| 2022  | Récompense Google Play                           | Meilleur jeu Ongoing                  | Gagné    | [ 87 ] |
| 2022  | Partenaire PlayStation Awards                    | Grand Prix                            | Gagné    | [ 88 ] |
| 2022  | The Game Awards 2022                             | Meilleur jeu Ongoing                  | Nommé    | [ 89 ] |
| 2022  | The Game Awards 2022                             | Meilleur jeu mobile                   | Nommé    | [ 89 ] |
| 2022  | The Game Awards 2022                             | Voix des joueurs                      | Gagné    | [ 89 ] |
| 2023  | Golden Joystick Awards                           | Prix Still Playing                    | Nommé    | [ 90 ] |
| 2023  | Partenaire PlayStation Awards                    | Grand Prix                            | Gagné    | [ 91 ] |
| 2023  | The Game Awards 2023                             | Meilleur jeu Ongoing                  | Nommé    | [ 92 ] |
| 2023  | The Game Awards 2023                             | Voix des joueurs                      | Nommé    | [ 92 ] |

### Controverse concernant le logiciel anti-triche
Immédiatement après le lancement du jeu, sur PC, il apparaît que son logiciel anti-triche fonctionne en permanence même lorsque le jeu n'est pas lancé, qu'il ne disparaît pas lors de la désinstallation du jeu. Ce logiciel anti-triche s'exécute en tant que pilote de bas-niveau, lui permettant un accès complet au noyau de l'ordinateur de l'utilisateur. Des inquiétudes sont soulevées par la communauté concernant les données qui sont transmises par le logiciel anti-triche, ainsi que d'éventuels problèmes de sécurité. Ces inquiétudes poussent miHoYo à publier un communiqué de presse le jour-même, dans lequel on retrouve des explications concernant le fonctionnement du logiciel anti-triche et des excuses de la part de l'entreprise ainsi que l'annonce d'une mise à jour visant à « corriger » son fonctionnement, le rendant inactif lorsque le jeu n'est pas lancé, et le supprimant lors de la désinstallation du jeu,.

## Adaptations
miHoYo publie la série manga officielle Genshin Impact, dans différentes langues sur son site officiel, mais aussi sur les plateformes Mangadraft, Webtoon, Crunchyroll et Tapas. La série a commencé en 2018, avant même l'annonce de la publication du jeu vidéo.
Lors de la vidéo de présentation de la mise à jour 3.1, le 16 septembre 2022, miHoYo a également annoncé l'adaptation du jeu en anime, en partenariat avec le studio Ufotable.
La date de sortie n'a cependant pas encore été annoncée.